# Neuplatendorf

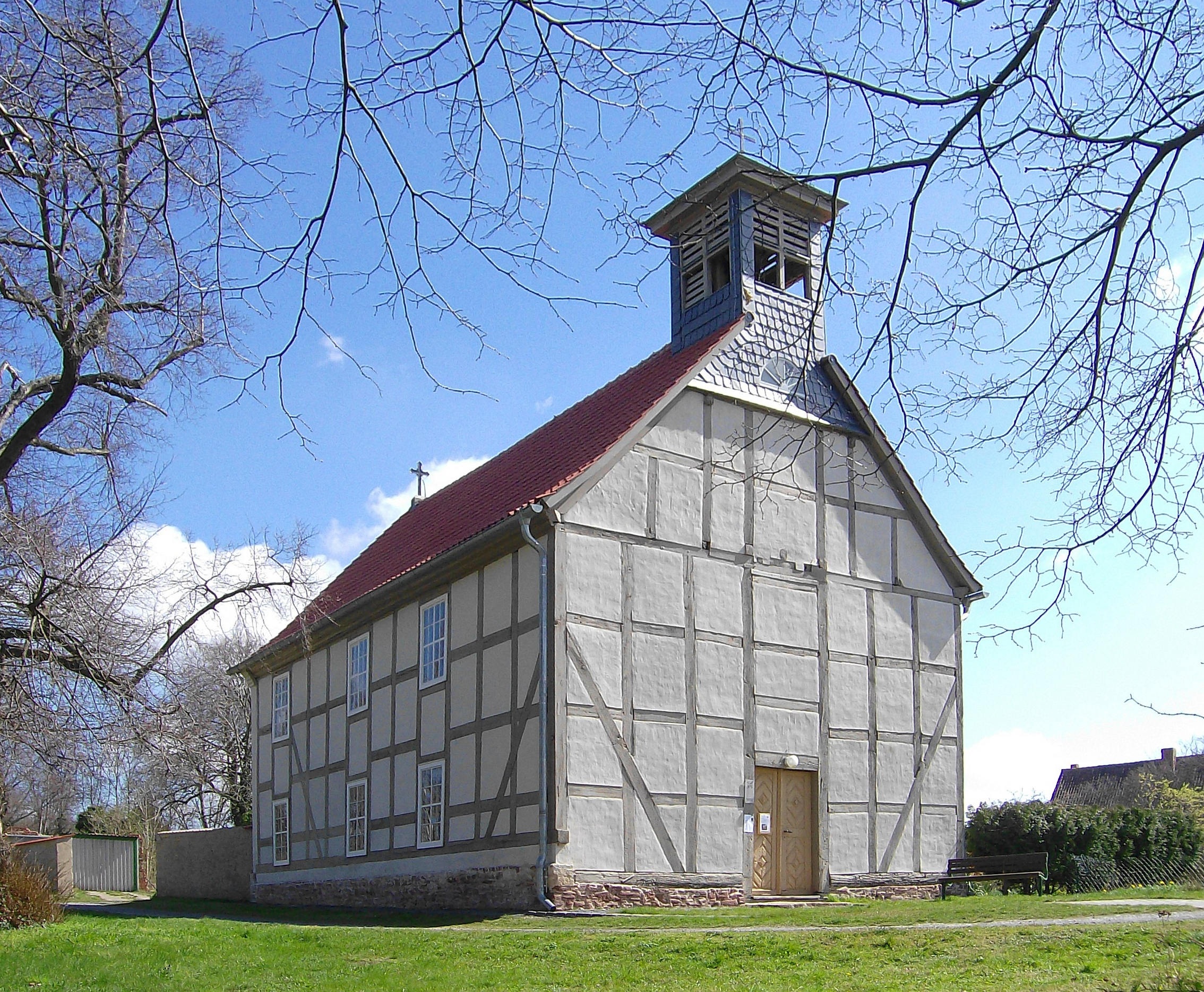
Fachwerkkirche Neuplatendorf von 1781

Neuplatendorf liegt am Südostrand des Harzkreises an der Straße, die von Wippra nach Aschersleben führt und ist ein Ortsteil von Falkenstein/Harz.

## Geschichte
Neuplatendorf ist eine der circa 900 Ortsgründungen, die unter Friedrich II. nach den Schlesischen Kriegen erfolgten.
Bei diesen Neugründungen war man bestrebt, alte verlassene Siedlungen neu zu beleben. Das traf auch für das neue Platendorf zu. Die alte Siedlung Blattendorf lag allerdings etwas südlicher im Mukarenetal unweit von Wieserode. Diese war 1339 noch besiedelt, aber schon vor dem Dreißigjährigen Krieg verlassen worden.
Das neue Platendorf wurde auf der Hochfläche an der von Magdeburg über Harzgerode und Aschersleben nach Nordhausen gehende Straße angelegt.
Jeder Ansiedler erhielt einmalig 50 bis 80 Taler Siedlungsgeld. Das Bauholz gab es unentgeltlich aus dem Grenzwald, der gerodet werden musste. Zu jedem Haus gab es sechs Morgen Amts- oder Fiskalacker, der Eigentum des Besitzers wurde. Über das Besitzrecht des Amtsackers wurde ein Erbzinsbrief ausgestellt.
1774 war der Ort mit 60 Familien besetzt.
Die 1781 errichtete Kirche ist ein schmuckloser Fachwerkbau mit Dachreiter. Das Innere mit hölzernem Muldengewölbe und schlichter spätbarocker Ausstattung. Der Hochaltar soll aus der Kapelle der Konradsburg stammen. Die Kirche war ein Filial der Kirche von Sinsleben (Ortsteil von Ermsleben). Ein wichtiges Gewerbe war die Herstellung von Hohlmaßgeräten aus Holz. Der Kolonist und Lehrer Weber, der Unteroffizier im preußischen Heer war, hatte dieses Handwerk eingeführt.